# Enhetsfront
En enhetsfront är rent allmänt en samlande politisk gruppering med gemensamma manifestationer. Begreppet är oftast förknippat med kommunistiska eller socialistiska rörelser, där man manar till enighet mellan alla fackförbund, partier och organisationer med koppling till arbetarrörelsen. Taktikens syfte är att vid särskilda omständigheter bekämpa ett hot (exempelvis fascism) mot arbetarrörelsen på klassmässig grund.

## Jämförelse med folkfront
Enhetsfront ska inte förväxlas med begreppet folkfront, en taktik som fördes fram inom Komintern. Denna sjösattes efter att denna "tredje periodens politik" ("tredje internationalen", lanserad 1919 av det dåvarande ryska kommunistpartiet), hade misslyckats och nazisterna gripit makten i Tyskland. Enligt den tredje internationalen sågs socialdemokrater som en variant av fascismen (socialfascism), medan tanken med folkfronten istället innebar att man genom klassamarbete skulle skapa största möjliga enhet mot fascismen. Detta innebar att alla kommunistpartier kopplade till Komintern tillfälligtvis skulle hålla tillbaka det revolutionära arbetet och söka samarbete med borgerliga partier. Detta var särskilt svårt att förklara för arbetare i koloniala länder, exempelvis Indien, där man plötsligt skulle ena sig med brittiska kapitalister.
En enhetsfront är i jämförelse mer tydligt kopplad till arbetarrörelsen och klasskampen som idé.